# Śródziemie: Cień Mordoru
Śródziemie: Cień Mordoru (ang. Middle-earth: Shadow of Mordor) – przygodowa gra akcji osadzona w uniwersum Władcy Pierścieni, stworzona przez Monolith Productions, a wydana przez Warner Bros. Interactive Entertainment na platformy Linux, Microsoft Windows, OS X, PlayStation 3, PlayStation 4, Xbox 360 i Xbox One. Akcja gry rozgrywa się pomiędzy czasami akcji Hobbita a Władcy Pierścieni. Premiera wersji na platformę Microsoft Windows i konsole 8. generacji miała miejsce 30 września 2014 roku, a na konsolach 7. generacji 18 listopada.
10 października 2017 roku wydano kontynuację gry, Śródziemie: Cień wojny.

## Rozgrywka
Głównym bohaterem gry jest strażnik Talion, którego ciało zamieszkuje upiór. Śródziemie: Cień Mordoru jest grą z otwartym światem, dającym graczowi swobodę wykonywania zadań pobocznych i eksplorowania otoczenia.
Wprowadzony w grze nowy system Nemesis pozwala na tworzenie nowych postaci i dostosowywanie ich zachowań zależnie od poczynań Taliona. System zapamiętuje interakcje bohatera z określonymi postaciami, z którymi walczy on w trakcie gry i określa ich zachowania na późniejszym etapie gry. Przykładowo uruk, który został przez Taliona wrzucony do ognia, może zechcieć zemścić się na nim poprzez oparzenie i oszpecenie go.
Dwa osobne drzewka umiejętności pozwalają rozwijać zarówno zdolności Taliona, jak i upiora. Zdolności strażnika ułatwiają ciche poruszanie się po świecie bez zwracania na siebie uwagi, z kolei umiejętności upiora pozwalają narzucać przeciwnikom swoją wolę, zbierać od nich informacje, rozpuszczać w szeregach wroga plotki celem obniżania ich morale i dokonywania cichych zabójstw ich przywódców.
W lutym 2014 roku Monolith Productions zapowiedziało, że system Nemesis zostanie uproszczony na PlayStation 3 i Xboksie 360, ponieważ firma „skupia się na platformach następnej generacji” – PC, Xbox one i PlayStation 4. Twórcy zapewnili również, że „na konsolach obecnej generacji zrobimy co tylko się da”, a „pewne rzeczy”, w tym „główna mechanika” – walka, skradanie się, umiejętności strażnika, poruszanie się, podstawy kontroli i rozgrywki – będą takie same na platformach obu generacji.

## Fabuła
Fabuła gry osadzona jest pomiędzy czasami akcji Hobbita a Władcy Pierścieni J.R.R. Tolkiena. Rodzina Taliona, strażnika Gondoru odpowiedzialnego za strzeżenie Czarnej Bramy, zostaje zabita przez sługów Saurona, jednak tuż przed śmiercią ciało Taliona zostaje opanowane przez upiora. Strażnik trafia do Mordoru, gdzie zamierza dokonać zemsty. Mordor nie jest jeszcze wyniszczoną krainą, jak we Władcy Pierścieni. Po drodze Talion spotka Golluma, z którym – jak się okaże – ma wiele wspólnego. Odkrywa również, że upiorem, który opanował jego ciało, jest Celebrimbor – najwybitniejszy elficki kowal Drugiej Ery i twórca Pierścieni Władzy, również szukający zemsty na Sauronie.
Chociaż w fabule pojawiają się Pierścienie Władzy, nie należy ona do kanonu Władcy Pierścieni. Deweloperzy gry współpracowali z Middle-earth Enterprises, Peterem Jacksonem i studiem Wētā Workshop aby upewnić się, że lokacje, postaci i historia pokrywają się z kanonem. Tolkien stwierdził, że nie licząc Berena, w Śródziemiu żaden umarły nie może powrócić do życia. Gra rozpoczyna się porzuceniem straży na Czarnej Bramie, chociaż kanonicznie wydarzenie to miało miejsce 1300 lat wcześniej.

## Produkcja
W sierpniu 2013 roku jeden z pracowników Monolith Production ujawnił, że poza Guardians of Middle-earth, studio pracuje nad nowym tytułem AAA. 12 listopada ujawniono, że grą tą będzie Śródziemie: Cień Mordoru. Prace nad jej scenariuszem rozpoczął Christian Cantamessa, główny scenarzysta i główny projektant Red Dead Redemption.

## Muzyka
Muzyka do Śródziemia: Cienia Mordoru została skomponowana przez Garry’ego  Schymana i współpracującego z Monolithem Nathana Grigga. Ścieżka dźwiękowa do gry została wydana 30 września 2014 roku przez WaterTower Music. Ścieżka dźwiękowa celowo nie została powiązana z franczyzą Władca Pierścieni, nie wykorzystano w niej żadnych motywów skomponowanych przez Howarda Shore’a na potrzeby filmów.

## Odbiór
Gra spotkała się z pozytywnym przyjęciem krytyków – średnia ocen oscyluje w granicach 85%. Alexander Sliwinski z serwisu Joystiq wystawił Cieniowi Mordoru maksymalną notę, chwaląc solidny system walki, historię, voice acting i ogólny poziom wykonania. Dodał również, że produkcja wyróżnia się na tle podobnych przygodowych gier akcji dzięki rewolucyjnemu systemowi Nemesis, jednak najsłabszym jej elementem są walki z bossami.
Kolejną maksymalną ocenę wystawił recenzent serwisu Giant Bomb, porównujący aspekt eksploracji i przemieszczania się do serii Assassin’s Creed, zaś rozbudowany, oparty na kontrowaniu system walki do Batman: Arkham Asylum. Pochwalił również system Nemesis jako mogący zapewnić niemalże nieskończony cykl zadań pobocznych stwierdzając, że mając do dyspozycji tyle zawartości, trudno jest zakończyć grę nieusatysfakcjonowanym.
Matt Miller z „Game Informer” wystawił grze ocenę 8,25/10, chwaląc mechanikę rozwoju i ulepszania jako mogące zapewnić nie tylko znaczące, ale i wpływające na grę umiejętności odblokowywane stopniowo na przestrzeni całej kampanii. Według recenzenta rewolucyjne podejście do zaprojektowania misji sprawia, że Cień Mordoru oferuje graczom wymagającą i złożoną zabawę.
Christ Carter z Destructoid przyznał grze ocenę 6/10. Pochwalił dobrze zaprojektowany otwarty świat i misje poboczne, opisując je jako „dające więcej radości niż główny wątek fabularny”. W odczuciu recenzenta gra nie spełnia wszystkich pokładanych w niej nadziei, a fabuła jest bardzo ogólnikowa – „idź tam, zabij tego, zdobądź informacje o tym wielkim złym, a potem zabij go żeby pomścić rodzinę”. System Nemesis określił jako początkowo obiecujący, jednak z czasem stający się tylko gadżetem, ponieważ orkowie nie mają wyjątkowych osobowości – każdy nazwany wróg w grze jest dokładnie taki sam. Zakończenie określone zostało jako wyjątkowo niesatysfakcjonujące.
Lucas Sullivan z GamesRadar wystawił grze ocenę 4,5/5. W jego odczuciu system Nemesis tworzy niezapomnianych przeciwników, zaś zadania poboczne są „powtarzalne”. System walki opisany został jako „satysfakcjonujący miks chwalebnej brutalnej walki wręcz i strategicznego skradania się”. Umiejętność Taliona do prania mózgu wrogom, zmuszając ich do przyłączenia się do niego, dodaje głębi mądrości. Podsumowując Cień Mordoru określił go jako „najlepszą jak dotąd grę w uniwersum Władcy Pierścieni” i „jedną z najbardziej satysfakcjonujących przygód osadzonych w otwartym świecie”.